# Брайтенбергер, Герхард
Герхард Брайтенбергер (нем. Gerhard Breitenberger; род. 14 октября 1954[…], Голлинг-на-Зальцахе, Зальцбург) — австрийский футболист, выступающий на позиции защитника.

## Ранние годы
Брайтенбергер ходил в начальную и среднюю школу в своём родном городе. Профессиональное образование он получил в техникуме машиностроения в Халлайне.

## Клубная карьера
Профессиональную карьеру начал в 1974 году за команду «СК ФЁЭСТ Линц», в которой провёл четыре сезона и принял участие в 91 матче чемпионата.
После чемпионата мира 1978 года Герхард принял предложение клуба «Расинг» из второго бельгийского дивизиона, но через несколько месяцев вернулся в Австрию, став игроком зальцбургской «Австрии». Брайтенбергер после завершения сезона 1984/1985, по итогам которого клуб покинул Бундеслигу, завершил карьеру футболиста. Самыми большими успехами на клубном турнире стал выход в финалы Кубка Австрии в 1980 и 1981 годах.

## Выступление за сборную
15 декабря 1976 года Брайтенбергер дебютировал за национальную сборную Австрии в товарищеской игре против сборной Израиля (3:1). Он был включён в состав на чемпионат мира 1978 в Аргентине, где принял участие в матчах против Испании (2:1), Швеции (1:0), Бразилии (0:1) и Нидерландов (1:5), а австрийцы дошли до второго группового раунда. Всего Брайтенбергер за сборную сыграл 15 матчей.

## Личная жизнь
Его сын, Герхард, также был профессиональным футболистом.